# HMS Jersey (F72)
Lo HMS Jersey (pennant number F72) fu un cacciatorpediniere della Royal Navy, parte della classe J ed entrato in servizio nell'aprile 1939.
Attivo durante la seconda guerra mondiale, operò nel teatro del Mare del Nord e del canale de La Manica prima di essere spostato nel mar Mediterraneo; la nave affondò il 2 maggio 1941 davanti Malta per l'urto con una mina navale.

## Storia
Ordinata il 25 marzo 1937 e impostata nei cantieri navali della ditta J. Samuel White di East Cowes sull'isola di Wight il 28 settembre seguente, l'unità fu varata il 26 settembre 1938 con il nome di Jersey in onore dell'omonima isola del  Regno Unito, settima unità della Royal Navy a portare questo nome, entrando poi in servizio il 28 aprile 1939 in forza alla 7th Destroyer Flotilla della Home Fleet.
La nave trascorse i primi mesi in esercitazioni e lavori di messa a punto nelle acque di casa, compiendo anche una visita a Jersey il 10 luglio. Di base a Scapa Flow all'inizio della guerra, il Jersey fu dislocato nel Mare del Nord per compiere missioni di intercettamento dei mercantili tedeschi che tentavano di rientrare in patria; il 5 settembre il cacciatorpediniere diede il colpo di grazia al mercantile tedesco Johannes Molkenbuhr, intercettato dalle unità britanniche al largo di Stadlandet in Norvegia e autoaffondatosi per evitare la cattura. Il 22 settembre il Jersey rimase coinvolto in una collisione con il pari classe HMS Javelin durante una missione nel Mare del Nord, subendo gravi danni strutturali: la nave dovette rientrare a Leith per riparazioni protrattesi fino al 16 ottobre seguente, e due giorni dopo fece da scorta all'incrociatore da battaglia HMS Repulse durante una sortita in oceano Atlantico; durante la missione, il 23 ottobre, un uomo dell'equipaggio andò perduto dopo essere finito fuori bordo a causa del mare mosso.
Assegnato alla Humber Force di Immingham a partire dal 27 ottobre, il Jersey condusse alcune missioni di intercettazione del traffico nemico o di scorta ai convogli al largo della costa dei Paesi Bassi e dell'Inghilterra orientale; nella notte tra il 6 e il 7 dicembre, il Jersey e il pari classe HMS Juno intercettarono al largo del banco di sabbia di Haisborough Sands, nell'Inghilterra orientale, i cacciatorpediniere tedeschi Z10 Hans Lody e Z12 Erich Giese, impegnati in una missione di minamento: nello scontro che ne seguì il Giese riuscì a colpire il Jersey con un siluro, causando gravi danni oltre a dieci morti e tredici feriti tra l'equipaggio. La nave riuscì a raggiungere Immingham il 9 dicembre dove fu messa in cantiere per riparazioni di emergenza, prima di essere trasferita nei cantieri di Hull.
Il Jersey non riprese il mare fino al 24 settembre 1940; il 10 ottobre, mentre la nave lasciava Hull per dirigere su Plymouth, subì nuovi danni per l'urto con una mina, dovendo essere nuovamente messa in cantiere a Londra terminati il 28 ottobre seguente. Ora in forza alla 5th Destroyer Flotilla di Plymouth, il Jersey compì varie missioni di scorta ai convogli e di caccia alle unità tedesche nel canale de La Manica; nella notte del 29 novembre la flottiglia del Jersey ingaggiò in uno scontro notturno i cacciatorpediniere tedeschi Z10 Hans Lody, Z15 Erich Steinbrinck e Z20 Karl Galster, al termine del quale le unità germaniche si ritirarono dopo aver silurato il cacciatorpediniere Javelin.
Il 18 gennaio 1941 il Jersey fu riassegnato alla Force H di Gibilterra per operare nel teatro del mar Mediterraneo, e già il 31 gennaio fece da scorta alle unità maggiori della flotta durante un'incursione aeronavale ai danni delle dighe della Sardegna (operazione Picket); il 9 febbraio seguente, invece, fece parte della squadra impegnata nel bombardamento navale di Genova, ma dopo aver registrato problemi al timone dovette rientrare in patria per lavori di riparazione a Portsmouth completati il 6 aprile.
Inviato nuovamente nel Mediterraneo, il 28 aprile il Jersey raggiunse Malta per operare in forza alla Force K di base nell'isola. Il 1º maggio la squadra britannica salpò per intercettare un convoglio italiano segnalato in navigazione tra Augusta e Tripoli; dopo una ricerca infruttuosa, il 2 maggio le navi rientrarono verso Malta quando il Jersey urtò una mina davanti l'imboccatura del Porto Grande, deposta la notte prima da aerei nemici: la nave affondò immediatamente nella posizione 35º 54' N, 14º 30' E, con la morte di 35 membri dell'equipaggio. Il relitto ostruiva l'entrata del porto e il 5 maggio fu tagliato in due per essere rimosso.